# 劉炌
劉炌（1523年—1605年），字元白，號熙臺，浙江嘉興府海鹽縣人，民籍，明朝政治人物。

## 生平
父錢术入赘于錢氏，嘉靖二年癸未进士，官工部主事。至劉炌，始復姓劉。劉炌八歲喪父，哀而能禮，舅舅端簡公鄭曉稱贊其不凡。二十一歲中式嘉靖二十二年（1543年）癸卯科浙江鄉試第三十二名舉人。嘉靖二十九年（1550年）中式庚戌科會試第七名，登第三甲第一百零一名進士。初知江西金谿縣，馭下有體，為令五年，絶寡言笑，左右股栗。尤注意文學道德之士。三十四年擢南工部虞衡司主事，督漕仪真，三十六年摄宝源局、兼管节慎库。历南兵部车驾司员外、武库司郎中，四十年（1561年）出守撫州府，治行如一，民至今思之。又佐戚继光有军功，四十三年转福建福州兵备副使，擢广东右参政，隆庆二年（1568年）升貴州按察使，四年晉江西右布政使，五年正月以拾遺降用。
萬曆四年（1576年）起爲湖廣右参政，分守上荆南道，五年正月升貴州按察使，次年为御史劾奏，以年至致仕。万历三十三年（1605年）卒，年八十三。

## 家族
曾祖劉璠，劉璠弟劉瑋舉進士，官御史；祖父劉滂，封威縣知縣，劉滂弟劉演舉進士，官四川參議；父劉术，進士，官威縣知縣、工部主事。母鄭氏（封孺人）。慈侍下。兄劉熠（教谕）、劉焌、劉謙、劉兼。弟刘燿。元配淑人钱氏，子劉世埏，舉进士，官南京刑部河南司主事。次子刘世坊，太学生，早卒。次子刘世教，萬曆庚子舉人。次劉世甄、劉世稷。